# NGC 5234
NGC 5234 ist eine 13,1 mag helle Linsenförmige Galaxie vom Hubble-Typ SB0 im Sternbild der Jagdhunde am Nordsternhimmel. Sie ist schätzungsweise 157 Millionen Lichtjahre von der Milchstraße entfernt und hat einen Durchmesser von etwa 60.000 Lj.
Das Objekt wurde am 6. Juli 1834 von John Herschel mit einem 18-Zoll-Spiegelteleskop entdeckt, der dabei „eeF, lE, 30 arcseconds, Requires a newly polished mirror, and a night such as this to be seen“ notierte.